# Пеструшка андетрия
Пеструшка андетрия (лат. Neptis andetria) — дневная бабочка из семейства нимфалид.

## Описание
Длина переднего крыла: самцов 21—27 мм, самок 26—29 мм. Размах крыльев 38—54 мм. Фоновый цвет верхней стороны крыльев чёрно-бурый. Передние крылья с выпуклым внешним краем. Белые пятна на крыльях собраны в группы, не образуя при этом единой поперечной перевязи. Центральную ячейку переднего крыла пересекает белый луч, несколько расширяющийся к вершине. Данный луч разделяется на несколько частей тёмными кольцами. Заднее крыло на верхней стороне с двумя перевязями: внешняя, разбита на отдельные пятна тёмными жилками, и внутренняя — более широкая и изогнутая. Фон нижней стороны заднего крыла красновато-коричневый. Рисунок на нижней стороне крыльев образован из многочисленных белых пятен и перевязей, которые дублируют элементы верхней стороны; к этому добавляются черные пятна в прикорневой зоне.

## Ареал
Дальний Восток России, Северо-Восточный Китай, Корейский полуостров.

## Биология
Развивается за год в одном поколении. Время лёта с конца июня до середины августа. Нередко встречается в различных типах смешанных, преимущественно горных лесов, на лесных опушках, около кустарниковых зарослей. Кормовое растения гусениц — спирея. Окукливается на веточке кормового растения.